# Вігрід
У скандинавській міфології, Віґрід («Vigrond», той що струсоне битву) — це назва поля, якому призначено стати місцем останньої битви між богами та велетнями. Тут в часі Рагнарок дві сторони та їх союзники зійдуться в битві, що призведе до їх взаємного знищення. Величезний шмат землі, Віґрід простягається вшир та вздовж на 120 ліг (приблизно 600 км), але армії в часі останньої битви будуть такі величезні, що його ледь вистачить, щоб їх вмістити.